# Herbert Callhoff
Herbert Callhoff (* 13. August 1933 in Viersen; † 20. Februar 2016 in Köln) war ein deutscher Komponist, Kirchenmusiker und Hochschullehrer.

## Leben

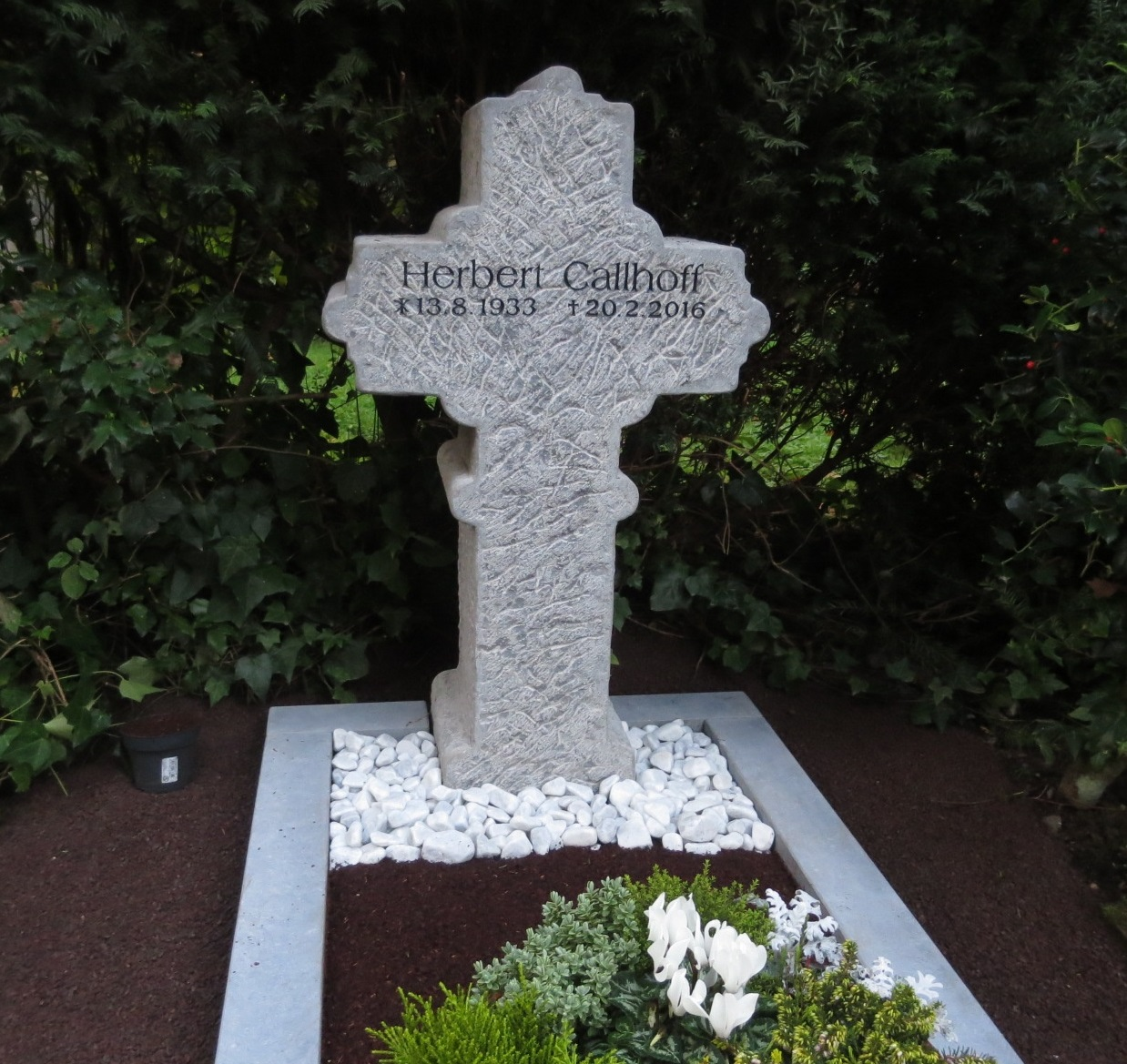
Grab auf dem Friedhof Melaten

Callhoff studierte Kirchenmusik an der Folkwanghochschule in Essen und an der Hochschule für Musik Köln. Seine Kompositionslehrer waren Siegfried Reda und Jürg Baur. Rund 10 Jahre wirkte er als Kirchenmusiker an St. Elisabeth in Düsseldorf. Seit 1969 unterrichtete er Musiktheorie und Tonsatz an der Robert Schumann Hochschule Düsseldorf. 1975 wurde er zum Professor ernannt. Von 1995 bis 1998 leitete er als Rektor die Hochschule.
Sein kompositorisches Werk umfasst Chormusik, Orchestermusik, Kammermusik und Orgelwerke. 1984 wurde er mit dem Kompositionspreis der Stadt Neuss ausgezeichnet.
Callhoff wurde am 27. Februar 2016 auf dem Friedhof Köln-Melaten (Flur 64 Nr. 469) beigesetzt.

## Schüler
- Otto Maria Krämer
- Michael Landsky